# Кунхам: Пограничный остров
«Кунхам: Пограничный остров» (кор. 군함도, ханча: 軍艦島 кунхам-до; англ. The Battleship Island) — южнокорейский исторический боевик 2017 года режиссёра и сценариста Рю Сын Вана с Хван Джон Минем, Со Чжи Сопом, Сон Чжун Ки и Ли Чжон Хён в главных ролях. Фильм основан на реальной истории принудительного труда корейцев в японской угольной шахте на острове Хасима (в корейской традиции известен как Кунхам-до) в период японской оккупации Кореи.

## Сюжет
Действие фильма происходит во время оккупации Кореи императорской Японией во время Второй мировой войны.
Хасима – остров, на котором японские шахтеры добывали уголь на подводных шахтах. Во время войны остров был  местом заключения для многих китайских и корейских переселенцев, которые прозвали это место Кунхам или Остров-Броненосец – тюрьма, из которой нет выхода.
Дирижер оркестра Ли Ган Ок (Хван Джон Мин) вместе со своей дочерью Со Хи хочет переехать в Японию, чтобы заработать денег. Ему помогает японский рекрутер, который даёт дирижёру рекомендательное письмо, которое гарантирует полную безопасность и бесплатную перевозку. Однако вместо японской столицы, корабль останавливается у побережья Кунхама.
С началом американских бомбардировок приближается неминуемое поражение японцев. Они решают убить всех корейцев, чтобы скрыть военные преступления, совершённые на острове Кунхам. Японцы пытаются взорвать шахту, заперев всех корейцев внутри. Заметив это, Му Юн решает покинуть остров со всеми корейцами, на острове начинается восстание. В конце фильма показывают атомную бомбардировку Нагасаки. В титрах фильма рассказывают о дальнейшей судьбе острова - в 2015 году он стал объектом всемирного наследия ЮНЕСКО.

## В ролях
- Хван Джон Мин[англ.] — Ли Ган Ок, дирижёр в отеле в Кёнсоне, который решает отвезти свою единственную дочь в Японию, чтобы обезопасить её. Но вместо этого их отправляют в трудовой лагерь Хасима, и там он делает всё, о чём его попросят, чтобы защитить свою дочь.
- Со Джи Соп — Чхве Чхиль Сун, корейский гангстер.
- Сон Чжун Ки — капитан Пак Му Юн, член корейского движения за независимость, который проникает на остров, чтобы спасти другого борца сопротивления, находящегося там в плену.
- Ли Чжон Хён[англ.] — О Маль Нён, женщина для утех, которую перебрасывают в Хасиму после бесконечных неприятностей под японской оккупацией, но она никогда не теряет надежду.

Второстепенные роли
- Ким Су Ан — Ли Су Хи, единственная дочь Ли Ган Ока. Она была взята японским генералом из-за её талантов в пении и танцах.
- Ли Гён Ён[англ.] — Юн Хак Чхоль.

## Производство
Съёмки начались 17 июня 2016 года в Чхонджу, Южная Корея, и завершились 20 декабря 2016 года. В фильме Хван Джон Мин воссоединяется с Рю Сын Ваном, который снял популярный фильм 2015 года «Ветеран» с Хваном в главной роли. Производство стоило примерно в пять раз больше, чем средний фильм местного производства из-за массивных реалистичных декораций. Хотя остров послужил источником вдохновения для сюжета, фильм не снимался на месте. Декорации были построены в Чхунчхоне и были спроектированы так, чтобы напоминать условия сообщества и шахт острова Хасима в 1940-х годах.

## Историческая достоверность

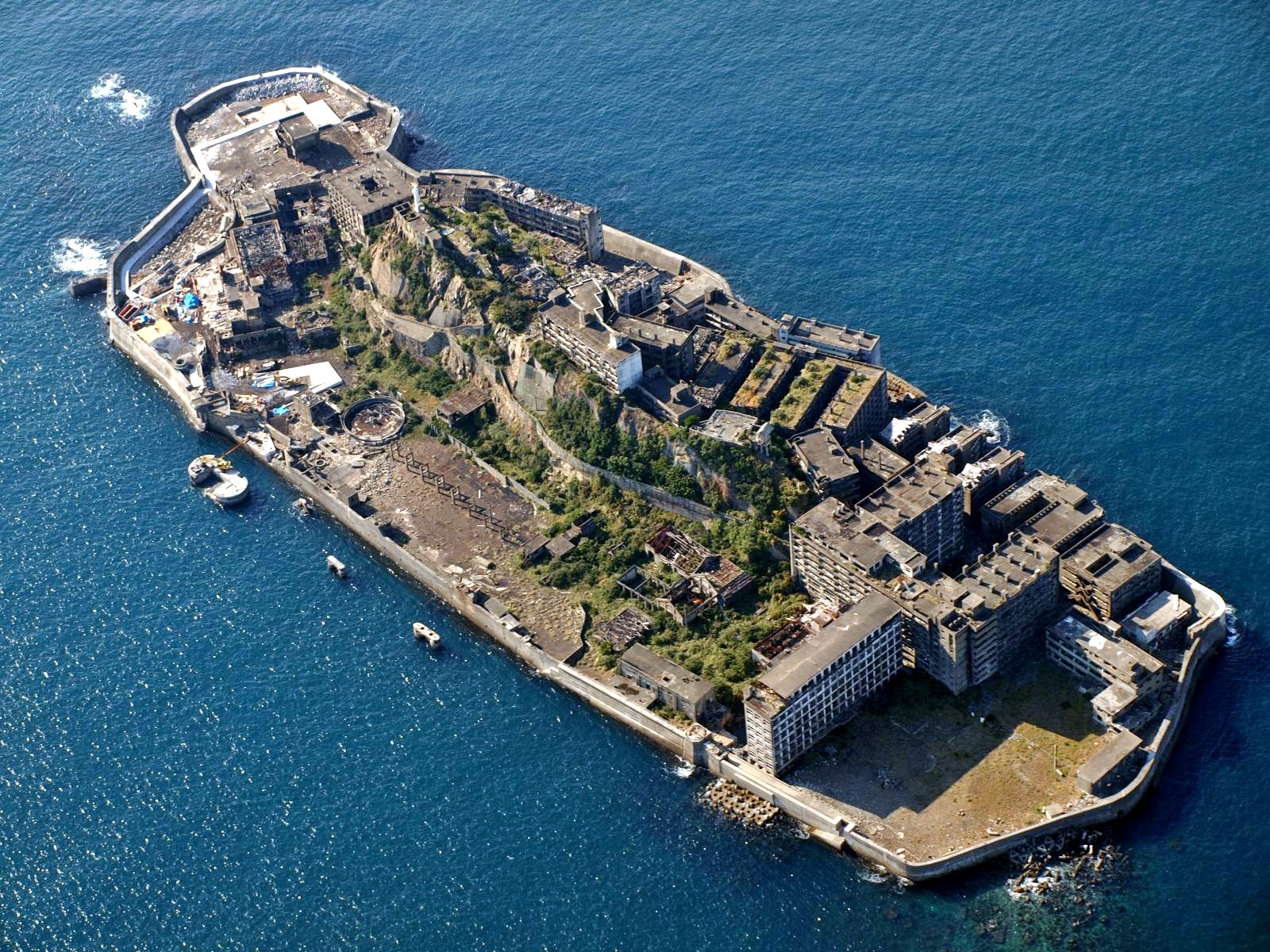
Остров Хасима, 2008 год

Японские СМИ, такие как газета Санкэй симбун, подвергли фильм критике, обвинив его в искажении исторической правды. В ответ режиссёр Рю Сын Ван заявил, что «фильм представляет собой вымысел, основанный на фактах», основанный на записях, а также на показаниях выживших жертв из первых рук относительно отсутствия у них оплаты, жестокого обращения, условий труда, приведших к смерти рабочих из болезней, недоедания и несчастных случаев. Сценарист-режиссёр сообщил, что фильм был создан не для того, чтобы разжечь национализм или антияпонские настроения и показать, «как война может превратить человека в монстра».
Первоначально Япония признала, что корейские и китайские подневольные рабочие были там во время Второй мировой войны, в своей заявке в ЮНЕСКО на статус объекта всемирного наследия для острова Хасима. Признание было ответом на противодействие Южной Кореи заявке, в которой говорилось, что «большое количество корейцев и других […] были доставлены против их воли и вынуждены работать в суровых условиях в 1940-х годах на некоторых объектах [включая остров Хасима]». Однако после того, как остров Хасима был утвержден в качестве объекта всемирного наследия ЮНЕСКО, министр иностранных дел Японии Фумио Кисида выступил с заявлениями, противоречащими более раннему признанию существования подневольных рабочих, заявив, что «[принуждение к работе в тяжелых условиях] представителем правительства Японии не означало принудительный труд». Хотя Комитет всемирного наследия ЮНЕСКО потребовал создания механизма мониторинга для измерения степени памяти жертв острова Хасима, официальный туристический веб-сайт острова и туристическая программа, которыми управляет город Нагасаки, не упоминают о подневольных работниках и в настоящее время не предпринимает никаких усилий для выполнения обещанных ЮНЕСКО требований.

## Релиз
Впервые «Кунхам: Пограничный остров» был представлен на Европейском кинорынке в феврале 2017 года, а затем на Каннском кинофестивале в мае. По состоянию на июнь 2017 года он был продан в 113 стран, включая страны Северной Америки, а также Францию, Италию, Россию, Турцию, Малайзию, Тайвань, Индонезию, Японию, Гонконг, Сингапур и Таиланд. 16 июня 2017 в Национальном музее Кореи состоялась официальная пресс-конференция, посвященная запуску фильма.
Фильм был приглашён для участия в Международном фестивале фантастических фильмов в Сиджесе в Каталонии в 2017 году в Испании. Фильм будет показан в разделе «Орбита» для представления самых заметных фильмов года и присвоения титула, выбранного жюри, состоящим из зрителей. Это шестой фильм режиссёра Рю Сын Вана, отобранный для показа на этом кинофестивале.

### Специальные показы
25 июля 2017-го для иностранных дипломатов в Южной Корее был проведен специальный предварительный отбор.
28 июля 2017-го в штаб-квартире Metropolitan Filmexport в Париже состоялся специальный показ для официальных лиц и дипломатов ЮНЕСКО. Цель состояла в том, чтобы привлечь внимание к скрытой истории острова Хасима и пролить свет на суровые условия труда и жизни корейцев на подземной угледобывающей фабрике на острове во время правления Японии в Корее.

## Восприятие

### Критические отзывы
«Кунхам: Пограничный остров» имеет рейтинг одобрения 15 рецензентов на веб-сайте-агрегаторе Rotten Tomatoes 67 % со средневзвешенным значением 4,3/5 и 6,3/10 соответственно. На Metacritic фильм получил 60 баллов из 100 по мнению 4 критиков, что указывает на «смешанные или средние отзывы».
The New York Times отметила, что фильм «ярко передает боль национальной травмы военного времени, шрамы которой явно не зажили». Рю за эффективное использование крупномасштабного набора действий. Хотя некоторые аспекты насилия и чрезмерно театральные сюжетные линии подвергались критике, критики хвалили операторскую работу и Рю за его эффективное использование крупномасштабного набора действий.

### Кассовые сборы
Фильм был выпущен 26 июля 2017 года в Южной Корее. По данным Корейского совета по кинематографии, Кунхам: Пограничный остров установил новый рекорд, собрав 970 516 зрителей в ночь премьеры. В первые выходные (с 28 по 30 июля) с момента выхода фильма на экраны было привлечено 2,5 миллиона зрителей. В результате кассовые сборы в 2017 кинотеатрах составили 18,57 млн долларов США, что составляет 37,1 % от общего числа кинотеатров страны. Это был первый случай в стране, когда фильм был показан на более чем 2000 экранах, что вызвало споры по поводу доминирования конгломератов на экранах.
За первые пять дней было продано более 4 миллионов билетов, что принесло в общей сложности 27,9 миллиона долларов США и превысило производственные затраты примерно на 21 миллион долларов США.
На второй неделе проката фильм превзошел исторический боевик «Таксист». К концу восьмого дня с момента выхода фильма его показывали на 1108 площадках, в общей сложности 5,18 миллиона зрителей. Количество просмотров превысило 6 миллионов на 12-й день его запуска. По состоянию на 26 сентября, или через два месяца после открытия в прокате, общее количество просмотров составило 6,58 миллиона человек.